# Bělá u Jevíčka
Bělá u Jevíčka (deutsch Albendorf) ist eine Gemeinde in Tschechien. Sie liegt 13 Kilometer südlich von Moravská Třebová und gehört zum Okres Svitavy.

## Geographie

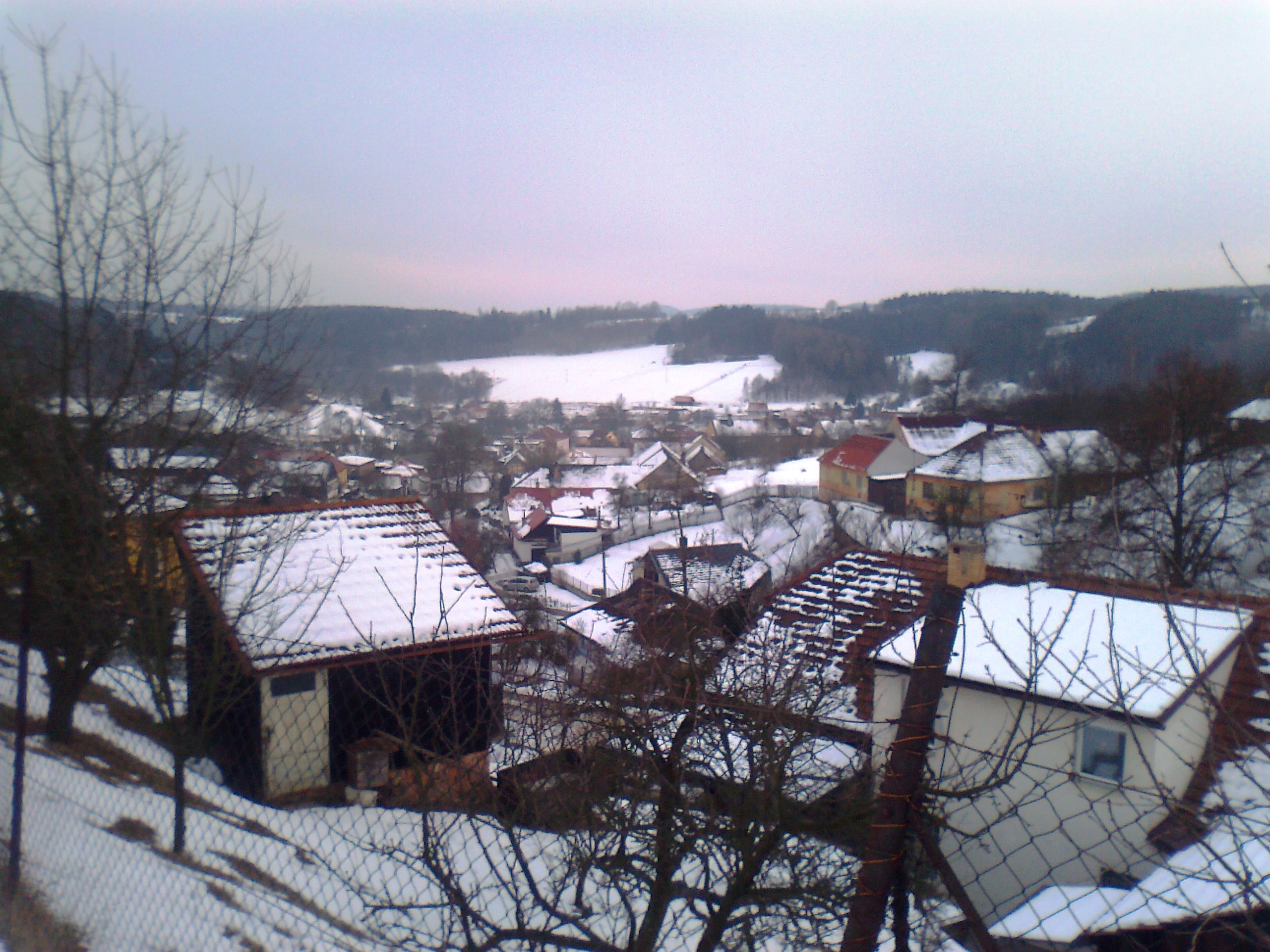
Ortsansicht

Bělá u Jevíčka befindet sich westlich der Boskowitzer Furche in der Böhmisch-Mährischen Höhe. Östlich des im Tal des Malonínský potok gelegenen Dorfes erhebt sich der Kumperk (Kohlberg, 564 m) und im Westen der Kostelec (Smrziberg, 529 m).
Nachbarorte sind Šnekov im Norden, Zadní Arnoštov und Víska u Jevíčka im Nordosten, Jevíčko im Osten, Smolná und Velké Opatovice im Südosten, Brťov im Süden, Korbelova Lhota, Klen und U Červené im Südwesten, Slatina im Westen sowie Březina im Nordwesten.

## Geschichte
Die erste urkundliche Erwähnung des der Gerichtsbarkeit der Stadt Jevíčko unterstehenden Dorfes Alberndorf erfolgte im Jahre 1258. Es wird angenommen, dass der Ort eine slawische Gründung ist.
1396 gehörte das Dorf dem Edelmann Sulík von Radkov. Er verkaufte den Ort im selben Jahre an das Augustinerkloster in Jevíčko. Berthold von Leipa erneuerte 1530 das Gerichtsprivileg über seine Freihufe in Bělá. Nach der Auflösung des Klosters im Zuge der Josephinischen Reformen wurde das Dorf ab 1784 vom Religionsfonds verwaltet. Im Jahre 1789 kaufte die Herrschaft Borotín das Dorf Bělá zusammen mit Skočova Lhota, Malá Roudka und Velká Roudka.
Der Malonínký potok bildete die Grenze zu Herrschaft Velké Opatovice, zu der die linksseitig des Baches befindlichen Dörfer Malonín und Smolná gehörten.
Nach der Aufhebung der Patrimonialherrschaften wurde Bělá 1850 zur selbstständigen Gemeinde im Bezirk Moravská Třebová. Seit 1961 gehört das Dorf zum Okres Svitavy. Mit Beginn des Jahres 1976 erfolgte die Eingemeindung nach Jevíčko. Seit dem 1. März 1990 bildet Bělá wieder eine Gemeinde.

## Gemeindegliederung
Die Gemeinde Bělá u Jevíčka besteht aus den Ortsteilen Bělá u Jevíčka (Albendorf) und Smolná (Smolna) sowie der Ortslage Malonín (Mollein).

## Sehenswürdigkeiten
- Statue des Hl. Johannes von Nepomuk
- Kapelle in Malonín
- Kapelle in Smolná